# کازونوری اوهارا
کازونوری اوهارا (انگلیسی: Kazunori Ohara؛ زادهٔ ۵ ژوئیهٔ ۱۹۷۲) بازیکن فوتبال است.